# Petrell gegant

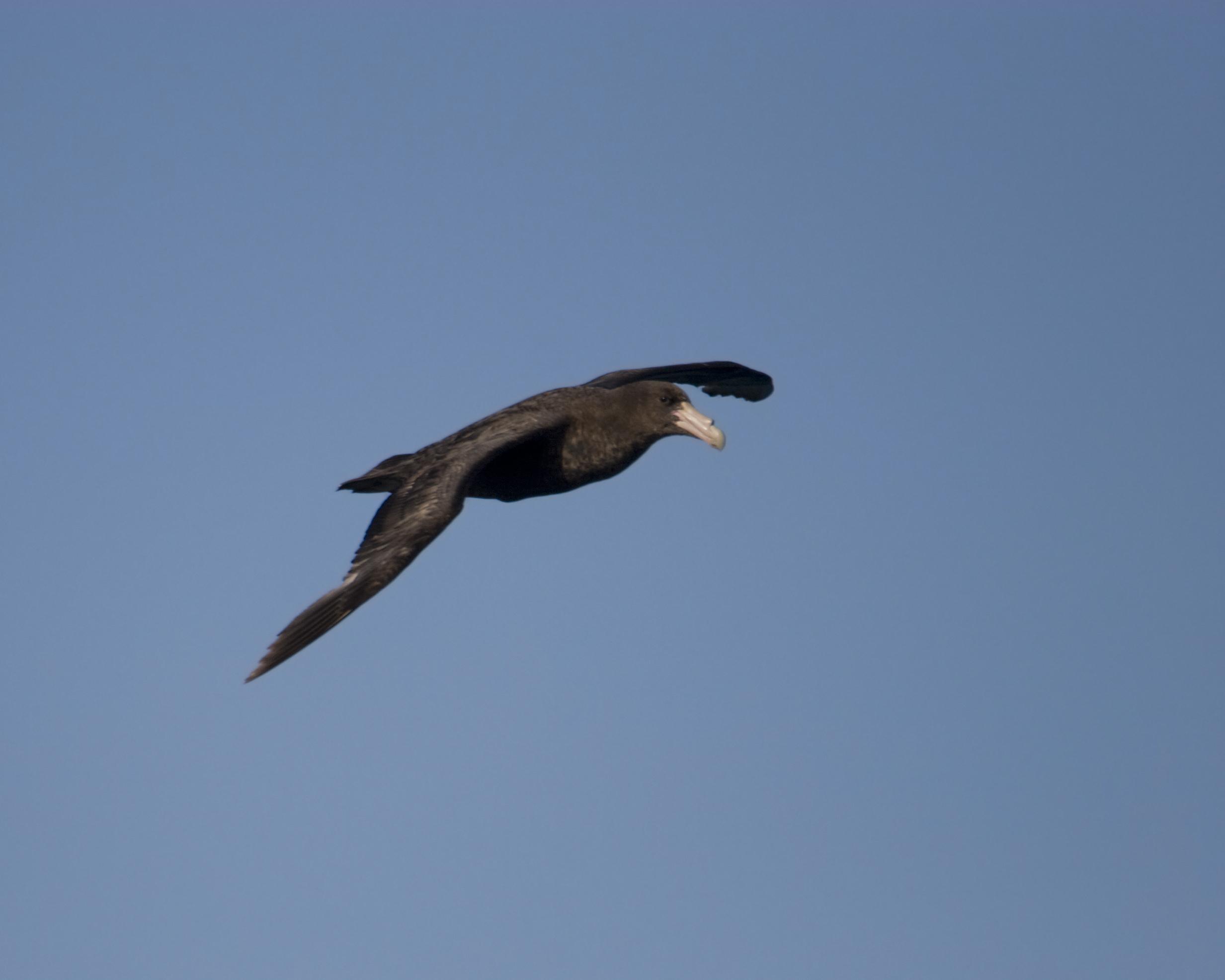
Macronectes giganteus

Petrell gegant és el nom comú donat a les aus del gènere Macronectes. N'hi ha dues espècies:
- Petrell gegant subantàrtic (Macronectes halli)
- Petrell gegant antàrtic (Macronectes giganteus)

Les dues espècies viuen als mars de l'hemisferi Sud, però, com el su nom indica, el petrell gegant del nord nidifica en menors latituds.
Els petrells gegants tenen una envergadura d'uns 2,10m. El seu cos fa uns 90cm. Generalment són de color marró, amb un cap una mica més clara (però alguns són blancs amb taques negres en el cos). S'alimenten de qualsevol animal mort recentment o ja en descomposició, però també cacen, especialment pingüins.